# Yorketown
Yorketown és una concentració de població designada pel cens dels Estats Units a l'estat de Nova Jersey. Segons el cens del 2000 tenia 6.712 habitants.

## Demografia
Segons el cens del 2000, Yorketown tenia 6.712 habitants, 1.950 habitatges, i 1.790 famílies. La densitat de població era de 1.079,8 habitants per km².
Dels 1.950 habitatges en un 53,4% hi vivien nens de menys de 18 anys, en un 82,4% hi vivien parelles casades, en un 7,1% dones solteres, i en un 8,2% no eren unitats familiars. En el 6,7% dels habitatges hi vivien persones soles el 2,1% de les quals corresponia a persones de 65 anys o més que vivien soles. El nombre mitjà de persones vivint en cada habitatge era de 3,4 i el nombre mitjà de persones que vivien en cada família era de 3,56.
Per edats la població es repartia de la següent manera: un 31,3% tenia menys de 18 anys, un 6,2% entre 18 i 24, un 29,1% entre 25 i 44, un 25,5% de 45 a 60 i un 7,8% 65 anys o més.
L'edat mediana era de 37 anys. Per cada 100 dones de 18 o més anys hi havia 93,9 homes.
La renda mediana per habitatge era de 89.351 $ i la renda mediana per família de 95.430 $. Els homes tenien una renda mediana de 70.789 $ mentre que les dones 42.295 $. La renda per capita de la població era de 31.132 $. Aproximadament el 2% de les famílies i el 2,7% de la població estaven per davall del llindar de pobresa.

## Poblacions més properes
El següent diagrama mostra les poblacions més properes.